# Mahaica
Mahaica ist ein Dorf in der Demerara-Mahaica (Region 4) von Guyana und wird oft als Subregion für die umliegenden Siedlungen in der Nähe des Mahaica River genutzt, wie Hand-en-Veldt, Good Hope, Chelsey Park und Jonestown, welches oft ebenfalls unter dem Namen Mahaica oder dem alten niederländischen Namen der ehemaligen Plantage „Voorzigtigheid“ geführt wird.

## Geographie
Das Dorf liegt am Mahaica River in der Küstenebene, direkt an der Grenze der Distrikte Demerara-Mahaica und Mahaica-Berbice. Die Straßen im Ort und auch die landwirtschaftlichen Flächen im Umland sind auf dem Reißbrett eingeteilt und rechtwinklig angelegt.
Der Ort liegt etwa 25 mi (40 km) östlich der Hauptstadt Georgetown.

## Kultur
Die Wirtschaft in der Region ist von Reisanbau und anderen landwirtschaftlichen Produkten bestimmt.
Das Dorf geht zurück auf ein Parish der Wesleyan Church.